# Orgilonia kiliwa
Orgilonia kiliwa är en stekelart som beskrevs av Braet 1997. Orgilonia kiliwa ingår i släktet Orgilonia och familjen bracksteklar. Inga underarter finns listade i Catalogue of Life.